# Ozanimod
Ozanimod, es vendido bajo la marca Zeposia, es un medicamento utilizado para tratar  esclerosis múltiple  y la colitis ulcerosa .   En el caso de la EM, esto incluye el síndrome clínicamente aislado, el síndrome recurrente-remitente y la enfermedad progresiva secundaria activa.  En la CU este medicamento se utiliza en aquellos pacientes con enfermedad moderada a grave.  Este medicamento se toma por vía oral. 
Los efectos secundarios de este  medicamento  incluyen infección de las vías respiratorias superiores, inflamación del hígado, presión arterial baja al estar de pie, infección del tracto urinario y dolor de espalda;  otros efectos secundarios pueden incluir arritmias cardíacas , presión arterial alta y edema macular .  El uso de este medicamento durante o en los 3 meses previos al embarazo puede dañar al bebé.  Es un agonista del receptor de esfingosina-1-fosfato , que impide que los linfocitos lleguen al cerebro y la médula espinal .  
Este medicamento fue aprobado para uso médico en Estados Unidos, Europa y Australia en 2020.    En el Reino Unido, cuatro semanas de medicación le costaron al NHS aproximadamente 1400 libras esterlinas en 2021.  En Estados Unidos esta cantidad cuesta alrededor de 7.200 dólares estadounidenses. 